# Pasqual Dasí i Puigmoltó
Pascual Dasí i Puigmoltó (Picassent, 30 de març de 1851 - València, 2 de desembre de 1886) fou un aristòcrata, advocat i polític valencià, vescomte de Bétera, diputat a les Corts Espanyoles durant la restauració borbònica.

## Biografia
El seu pare era el marquès de Dosaigües, gran propietari agrícola. Quan es produí la revolució de 1868 hagué de fugir a França amb la seva família. Estudià a Anglaterra i Itàlia i tornà a Espanya el 1872. El 1875 es va casar a Madrid amb Concepción Moreno Campo, neboda del marquès de Campo.
Es va establir a València durant la restauració borbònica i ingressà al Partit Conservador, amb el que fou escollit regidor i alcalde interí de València el 1877, en qualitat de la qual va fer el discurs inaugural de la nova societat Lo Rat Penat. Fou elegit diputat per Énguera a les eleccions generals espanyoles de 1879. Va promoure La Revista de Valencia (1880-1883) i la Societat Valenciana de Bibliòfils. Fou escollit novament diputat pel districte de Sueca a les eleccions generals espanyoles de 1884 i pel de Llíria a les de 1886. Dins el partit conservador es mostrà proper al sector de Francisco Silvela. El 4 de febrer de 1878 va rebre el títol de vescomte de Bétera.